# KP m/44
A KP m/44 (em finlandês:  Konepistooli malli 1944, literalmente: 'Submetralhadora, modelo 1944'), apelidada de "Peltiheikki" ou "Pelti-kp", que podem ser traduzidas como "Heikki de chapa metálica" e "submetralhadora de chapa metálica" respectivamente, era uma cópia finlandesa de 9 mm e modificação da submetralhadora soviética de 7,62 mm produzida em massa PPS-43.

## História
A partir de 1942, e se tornando mais comum conforme a Guerra de Continuação finlandesa-soviética progredia, tanto a PPS-42 quanto a PPS-43 começaram a aparecer entre as unidades soviéticas, e muitas foram capturadas pelo Exército Finlandês. A construção simples dessas armas imediatamente despertou o interesse da indústria de armas finlandesa. Foi decidido que eles tentariam copiar o processo de construção estampada em chapa de aço, mas redesenhado para usar o cartucho 9×19mm Parabellum em vez do 7,62×25mm Tokarev original e usar o carregador da submetralhadora Suomi KP/-31, a submetralhadora padrão em serviço finlandês naquela época. A nova submetralhadora era um projeto muito mais barato do que a submetralhadora Suomi e podia ser fabricada muito mais rápido. Todas as peças eram feitas de aço estampado (excluindo o cano, o ferrolho e os punhos de madeira). O peso da arma foi quase reduzido pela metade em comparação com a Suomi (2,95 kg vs. 5 kg).
As Forças de Defesa Finlandesas encomendaram 20.000 submetralhadoras m/44 da Tikkakoski em agosto de 1944. O fim da guerra viu o pedido reduzido para 10.000 unidades e as armas foram produzidas durante 1945. É improvável que a m/44 tenha realmente entrado em ação durante a Segunda Guerra Mundial, mas a arma foi usada pelas Forças de Defesa Finlandesas como uma arma de treinamento até a década de 1970. A Guarda Fronteira da Finlândia e as tropas da Organização das Nações Unidas também usaram a arma, esta última particularmente durante a Crise de Suez.
Willi Daugs, principal acionista da Tikkakoski Oy, levou os projetos com ele para a Espanha após a Segunda Guerra Mundial. A arma foi produzida lá na fábrica de armas de Oviedo, que a redesignou DUX-53. Em 1953, os guardas de fronteira da Alemanha Ocidental (Bundesgrenzschutz) adotaram as submetralhadoras DUX-53 e DUX-59 de fabricação espanhola, copiadas da PPS-43 por meio da M/44 finlandesa.

## Operadores
- Finlândia[2]